# Степанос Тохатци
Степанос Тохатци (арм. Ստեփանոս Թոխաթցի) — армянский поэт, писец, педагог и церковный деятель XVI века.

## Жизнь и творчество
Родился в городе Тохат в 1558 году. В 1580 году стал священником, в 1589 году совершил паломничество в Иерусалим. Во время захвата Тохата в ходе восстания Джелали в 1602 году был взят в плен. Повстанцы сначала хотели казнить его, но затем избили и оставили умирать. Чудом спасшийся Степанос сбежал в Константинополь, потом в Крым (в 1603 году в Кафу, с 1604 года в Сурхат), где преподавал в монастыре Сурб Хач. В 1621 году вернулся в Тохат, где и умер примерно в 1630 году.

Оставил богатое литературное наследие, многочисленные стихотворения различных жанров — плачи, сатирические стихи, панегирики, гандзы, и т.д. Многие стихотворения имеют важное историческое значение, в них отражаются политические события в Османской империи, положение армянского народа под турецким игом, различные стороны жизни армян Тохата и Крыма. Из стихотворений Степаноса особо стоит отметить «Плач на великий город Евдокию» (арм. «Ողբ ի վերա Եվդոկիա մեծի քաղաքին»), где подробно описывается разрушение когда-то процветавшего города, сатирическая поэма «Хвала священникам Кафы» (арм. «Գովասանութիւն Կաֆայու քահանայից վերա»), в которой автор высмеивает порочное поведение некоторых армянских священников Феодосии, и посвящённый социальным вопросам стих «Жалоба на блох и мух» (арм. «Գանկատս ի լվաննուն և ճանճերուն»). Из-за доступного стиля и разговорного языка написания, поэмы Степаноса быстро обрели популярность среди армянского населения Крыма. Также славился как писец и педагог, преподавал и в Тохате, и в Сурхате. Переписал и реставрировал большое количество рукописей, хранящихся сегодня в Венеции, Иерусалиме, Матенадаране, итд.
Издания сочинений и биографических очерков
- Пять певцов-скитальцев: епископ Вртанес Срнкеци; писец Минас Тохатеци; иерей Степанос Тохатеци; иерей Акоп Тохатеци; епископ Лазарь Тохатеци. Биографические сведения и сочинения = Հինգ պանդուխտ տաղասացներ: Վրթանէս եպիսկոպոս Սռնկեցի; Մինաս դպիր Թոխաթեցի;  Ստեփանոս երէց Թոխաթեցի; Յակոբ երէց Թոխաթեցի; Ղազար եպիսկոպոս Թոխաթեցի. Կենսագրական տեղեկութիւններ եւ բնագիրներ / сост. Акинян Н. А.. — Вена: изд-во Мхитаристов, 1921. — С. 117—137. — 224 с.
- Армянские поэты Крыма XV–XX вв.. — Симферополь, 2008. — С. 50—62. — 240 с.